# J. Gordon Edwards
J. Gordon Edwards (Montreal, Quebec, Canadá, 24 de junho de 1867 — Nova Iorque, EUA, 31 de dezembro de 1925) foi um diretor de cinema norte-americano de origem canadense. Dirigiu cerca de 54 filmes durante a era do cinema mudo, sendo 22 deles estrelados por Theda Bara. Seu filho, Jack McEdwards, foi padrasto do diretor Blake Edwards.

## Filmografia

### Produtor
- A Daughter of the Gods (1916)

### Diretor
- The Adventurer (1920)
- Anna Karenina (1915)
- Blindness of Devotion (1915)
- Camille (1917)
- Cleopatra (1917)
- The Darling of Paris (1917)
- Drag Harlan (1920)
- Du Barry (1917)
- The Forbidden Path (1918)
- The Galley Slave (1915)
- The Green-Eyed Monster (1916)
- Heart and Soul (1917)
- Heart Strings (1920)
- Her Double Life (1916)
- Her Greatest Love (1917)
- His Greatest Sacrifice (1921)
- If I Were King (1920)
- It Is the Law (1924)
- The Joyous Troublemaker (1920)
- The Last of the Duanes (1919)
- Life's Shop Window (1914)
- The Light (1919)
- The Lone Star Ranger (1919)
- Nero (1922)
- The Net (1923)
- The Orphan (1920)
- The Queen of Sheba (1921)
- Romeo and Juliet (1916)
- The Rose of Blood (1917)
- St. Elmo (1914)
- Salome (1918)
- The Scuttlers (1920)
- The She Devil (1918)
- The Shepherd King (1923)
- Should a Mother Tell (1915)
- The Silent Command (1923)
- The Siren's Song (1919)
- The Song of Hate (1915)
- The Soul of Buddha (1918)
- The Spider and the Fly (1916)
- Tangled Lives (1917)
- The Tiger Woman (1917)
- Under the Yoke (1918)
- Under Two Flags (1916)
- The Unfaithful Wife (1915)
- The Vixen (1916)
- When a Woman Sins (1918)
- When Men Desire (1919)
- A Wife's Sacrifice (1916)
- Wings of the Morning (1919)
- Wolves of the Night (1919)
- A Woman There Was (1919)
- A Woman's Resurrection (1915)

### Roteirista
- The Queen of Sheba (1921)
- A Wife's Sacrifice (1916)
- Blindness of Devotion (1915)